# Jidoștița, Mehedinți
Jidoștița este un sat în comuna Breznița-Ocol din județul Mehedinți, Oltenia, România. Localitatea Jidoștița este situată pe coama dealurilor de la poalele podișului Mehedinți. Localitatea este străbătută de pârâul Jidoștița și afluenții Luchița Mare și Cărăbășița. Cu o populație de circa 1000 de locuitori (împreună cu cătunul Sușița), localitatea face parte din comuna Breșnița de Ocol.
Jidoștița este prima localitate din Oltenia atestată documentar și între primele, după Brăila și Slatina, din Țara Românească Localitatea este atestată documentar din 1374, când satul este dăruit de voievodul Vladislav I mănăstirii Vodița . Dania este reconfirmată și de voievodul Dan I în 1385. Basarab Țepeluș dăruiește satul mănăstirii Tismana în 1478, danie reconfirmată de Radu cel Mare în 1494 și de voievodul Alexandru Mircea în 1569. În 1635, Matei Basarab recheamă locuitorii fugiți peste Dunăre la casele lor. 
În 1706 sunt menționați Ianu Opreia și Stoichița din Jidoștița. În 1736 satul și moșia sunt arendate de administrația habsburgică a Mehedințiului iar o altă parte este arendată de garnizoana habsburgică din Orșova. În 1819 satul avea 21 de familii plătitoare de bir pe moșia mănăstirii Tismana. În 1864 satul avea 92 de familii. 
Satul are o școală cu două clădiri construite în 1928, respectiv 1965. Biserica a fost construită între anii 1880-1883, pe temelia altei biserici mai vechi, ctitorul fiind călugărul Nicodim, care construise și mănăstirea Vodița. Hramul bisericii este Sf. Maria Mică, 8 septembrie. 